# Jim Bowen
James Brown Whittaker, känd som Jim Bowen den 20 augusti 1937, död den 14 mars 2018, var en brittisk standupkomiker, skådespelare och TV-personlighet. Han var långvarig programledare för lekprogrammet Bullseye på ITV, från 1981 till 1995.

## Privatliv
1959 gifte sig Bowen med sin kollega, Phyllis (f. Owen). Hon stödde honom under hela sin karriär, körde honom till utställningar och var vid hans säng när han dog. Paret bodde i Melling-with-Wrayton nära Lancaster.
De hade två barn, en pojke, Peter och en flicka, Susan. Bowen var en anhängare av Blackburn Rovers Football Club.